# Eucelatoria cinefacta
Eucelatoria cinefacta är en tvåvingeart som först beskrevs av Henry J. Reinhard 1967.  Eucelatoria cinefacta ingår i släktet Eucelatoria och familjen parasitflugor.
Artens utbredningsområde är New Mexico. Inga underarter finns listade i Catalogue of Life.